# Topolog
Topolog község Tulcea megyében, Dobrudzsában, Romániában. A hozzá tartozó települések: Calfa, Cerbu, Făgărașu Nou, Luminița, Măgurele és Sâmbăta Nouă.

## Fekvése
A település az ország délkeleti részén található, a megyeszékhelytől, Tulcsától ötvenhat kilométerre délnyugatra, a Topolog és a Rostilor patakok mentén.

## Története
Régi török neve Topaloğlu. 1573-as török leírások szerint két, később egyesült településből állt, Topal-Ava (románul: Topologul Român) és Topal-Ak (románul: Topologul Tătar) falvakból.

## Lakossága
A nemzetiségi megoszlás a következő:
| 2002      | 2002 | 2002   |
| --------- | ---- | ------ |
| Románok   | 5037 | 99,96% |
| Németek   | 1    | 0,01%  |
| Lipovánok | 1    | 0,01%  |
| Összesen  | 5039 | 100,0% |